# سفر اعمال يوحنا
سفر أعمال يوحنا، يشير إلى مجموعة من القصص عن يوحنا الرسول والتي بدأت تنتشر بشكل مكتوب في وقت مبكر من القرن الثاني الميلادي. أعاد الباحثون بناء ترجمات أعمال يوحنا باللغات الحديثة من عدد من المخطوطات التي تعود إلى تاريخ لاحق. يتم تصنيف أعمال يوحنا عمومًا على أنها أبوكريفا العهد الجديد.

## تعريف الكتاب
تروي دعوة يوحنا، بتوليته إطاعة لأمر الرب واستشهاده في الزيت المغلي بعد مثوله أمام دوميسيانس.

## مخطوطات
وتوجد لها مخطوطات عديدة بلغات متعددة أخرها برديات البهنسا. وقد جاء في قائمة نيسيفوروس (Stichometry of Nicephorus)، أنها كانت في صورتها الكاملة تتكون من 2500 سطر وتشكل كتابًا في حجم الإنجيل للقديس متى. مصير أعمال يوحنّا راح إلى النسيان أو إلى التدمير. ومع ذلك لبث «حيًّا» في ثلاثة أحوال رئيسيَّة: أوَّلاً، بشكل مستقلّ، في مخطوط يتضمَّن ف 87-105. ثانيًا، في قراءات احتَفظت بها الكنيسةُ لتحتفل بعيد الرسول. وهكذا حُفظ خبر موت يوحنّا بحسب (سفر أعمال يوحنا 106-185) في المخطوطات الهاجيوغرافيَّة، اليونانيَّة والشرقيَّة. ثالثًا، في أخبار يوحنّاويَّة جُعلَتْ هنا لكي تحلَّ محلَّ (سفر أعمال يوحنا). مثلاً، هناك بعض شهود سفر أعمال يوحنا برو تتضمَّن (سفر أعمال يوحنا 18-55؛ 58-86؛ 106-115). وغيرها يتضمَّن ف 56-57. ونجد صدى لما في (سفر أعمال يوحنا 62-86)، وبصورة متقطعة 62-86 في أف يو.حُفظت هذه الأجزاء بشكل خفيّ وغير مباشر ودون الإشارة إلى المرجع، أي سفر أعمال يوحنا، وهذا يعني أنَّ هذا المؤلَّف لم يُرفَض في الكنيسة كلِّها، بل وَجَد له قرّاء في داخل الكنيسة.

## المؤلف
ليسيوس كارينوس الذي يقول أبيفانيوس (50) أنه كان رفيقًا للقديس يوحنا والذي نسبت إليه الكثير من هذه الأعمال الأبوكريفية في القرن الثاني والتي خلطت بين أعمال الرسل القانونية وما جاء في أعمال بولس الأبوكريفية.

## تاريخ كتابة
المحتمل أنها كتبت فيما بين 150 – 180 م وأنها كتبت في أسيا الصغرى.

## وصلات خارجية
سفر اعمال يوحنا -Gnostic Scriptures and Fragments